# Mickey Marcus
David Daniel Marcus (bolj znan kot Mickey Marcus), judovski ameriški častnik in general izraelske kopenske vojske, * 22. februar 1902, Brooklyn, mestno okrožje New Yorka, New York, ZDA, † 10. junij 1948, Abu Goš pri Jeruzalemu, Izrael.
Mickey se je zapisal v vojaško zgodovino kot najbolj znani mačal in prvi brigadni general Izraelskih oboroženih sil (prvi general po dveh tisočletjih).
Njegovo življenje je bili prikazano v filmu Cast a Giant Shadow (1966) s Kirkom Douglasom v glavni vlogi.

## Življenjepis

### Mladost
Rodil se je vzhodnoevropskima staršema-priseljencema v Brooklynu. Kot dober učenec in nadarjen atlet je bil 1920 sprejet na vojaško akademijo West Point, kjer je leta 1924 tudi diplomiral. Po služenju vojaškega roka v Kopenski vojski ZDA je postal odvetnik in večino 30-letih 20. stoletja preživel kot državni tožilec v New Yorku; preganjal je gangsterje kot je bil Lucky Luciano. Januarja 1940 ga je župan NYC Fiorello LaGuardia imenoval za prvega komisarja za izvrševanje kazenskih sankcij v mestu.

### Druga svetovna vojna
Zaradi naraščajočega približevanja vojne se je oktobra 1940 prostovoljno reaktiviral v KOV ZDA. Takoj po japonskem napadu na Pearl Harbor je postal izvršni častnik vojaškega guvernerja Havajev. 1942 je bil imenovan za komandanta novoustanovljene šole kopenske vojske za ameriške rangerje. V tej funkciji je sodeloval pri razvoju naprednih taktik v nekonvencionalnem bojevanju. 
Na predvečer operacije Overlord je prispel v Anglijo, nakar je kot prostovoljec skočil s padalom kot pripadnik 101. padalske divizije v Normandijo in sodeloval v bojih. 
Marcus je nato sodeloval pri oblikovanju pogojev predaje za Italijo in Nemčijo; po letu 1945 je postal pripadnik okupacijske uprave za Berlin. V tem času se je ukvarjal z zagotavljanjem prehrane beguncem in čiščenjem koncentracijskih taborišč.
Nato je bil imenovan za načelnika Oddelka za vojne zločine, ki je načrtoval pravne in varnoste postopke za nürnberške procese.
1947 se je upokojil iz vojske in se vrnil v civilno življenje.

### Izraelska vojaška kariera
Nekaj mesecev kasneje so Združeni narodi dovolili razdelitev Palestine na judovski in arabski del. Devid ben Gurion je nato zaprosil Marcusa, naj najde ameriškega častnika, ki bi služil kot vodilni strateški vojaški svetovalec v Hagani. Ker med svojimi prijatelji ni našel primernega človeka, se je sam javil. 1948 je Ministrstvo za vojno ZDA dovolilo, da se rezervni polkovnik odpravi v Izrael pod pogojem, da spremeni ime in zakrije vojaški čin, da bi se tako izognili težavam in političnim sporom z Britanskim mandatom v Palestini.
Kot »Michael Stone« je januarja 1948 prispel v Izrael, štiri mesece pred razglasitvijo izraelske države 14. maja 1948.
V tem času pred razglasitvijo je organiziral sestavo poveljniške in kontrolne strukture IDF in opozoril na možne kritične točke v obrambi.
Imenovan je bil za poveljnika jeruzalemske fronte in za alufa (brigadni general). Tako je bil odgovoren za vojaške operacije pri prebitju obleganja Jeruzalema. Da bi dosegel ta cilj, je organiziral znamenito cesto preko težko prehodnih gora, po kateri so prepeljali potrebne okrepitve v moštvu, oborožitvi in opremi. Cesto so poimenovali burmanska cesta po znameniti cesti iz druge svetovne vojne. S tem je razbil arabsko obleganje neposredno pred premirjem, ki so ga dosegli Združeni narodi 9. junija 1948.

### Smrt
Kot večina asimiliranih angleško govorečih ameriških Judov je Marcus zelo slabo govoril hebrejsko. Nekaj ur pred podpisom premirja je sam odšel na pregled položajev blizu Jeruzalema. Naletel je na živčnega mladega izraelskega vojaka, ki ni govoril angleško in je zahteval, da se Marcus predstavi. V zmedi ga je nato ustrelil.
Marcusa so nato prepeljali v ZDA, kjer so ga pokopali v West Pointu. Tu je pokopan kot edini Američan, ki je bil ubit medtem, ko je služil drugi državi.

## Napredovanja
- junij 1924 - poročnik
- ? - nadporočnik
- ? - stotnik
- ? - major
- ? - podpolkovnik
- 1943 - polkovnik
- 1948 - brigadni general (Izrael)

## Odlikovanja
- zaslužni križec,
- bronasta zvezda,
- pohvalni trak kopenske vojske,
- red Britanskega imperija